# Bundesstraße 9
La Bundesstraße 9 è una strada federale della Germania. Segue la riva sinistra del Reno partendo dalla frontiera con i Paesi Bassi tra Nimega e Kranenburg e terminando sul confine francese presso Scheibenhardt e Lauterbourg. Le origini della strada risalgono all'epoca dell'Impero Romano.

## Percorso
Da Kranenburg muove ad est per raggiungere Kleve, da dove si dirige a sud, poi a sud-est, per servire Goch, Weeze, Kevelaer, Gheldria e Kerken. Attraversata Krefeld, tra Osterath e Neuss è stata declassata a causa della vicina Bundesautobahn 57. Da qui comincia a seguire la sponda sinistra del grande fiume, passando così per Dormagen, Colonia, Wesseling e Bonn: tra queste tre città è stata rimpiazzata dalla Bundesautobahn 555. Uscita dalla Renania Settentrionale-Vestfalia si inoltra in zone meno densamente abitate, dove i maggiori centri sono Sinzig ed Andernach. Oltrepassata Coblenza, la valle da risalire diviene più stretta e tortuosa e la strada non incontra più centri di rilievo fino a Bingen am Rhein.
In seguito è stata sostituita dalla Bundesautobahn 60 nel tratto ovest-est che conduce ad Ingelheim am Rhein e a Magonza. Da Oppenheim ad Osthofen lascia per poco la valle del Reno, quindi prosegue verso sud per Worms ed aggira la città di Mannheim passando per Frankenthal. Da qui a Wörth am Rhein ha le caratteristiche di un'autostrada. Serve le città di Spira e Germersheim. Da Wörth ha un breve tratto in comune con la Bundesautobahn 65, quindi continua verso meridione e termina al confine, oltre il quale viene continuato dall'Autoroute A35.